# Chapelle Saint-Idunet de Pluzunet
La chapelle Saint-Idunet est un édifice catholique situé dans le hameau de Saint-Idunet, à Pluzunet.

## Historique
Les seigneurs de Coatnisan ou Coëtnisan ou Coatnizan sont les fondateurs de l'ancienne chapelle mentionnée en 1369, date à laquelle le pape accorde une bulle d'indulgence pour sa construction.
Détruite durant les guerres, elle est reconstruite en 1895.